# Cupola (група)
Cupola е българска мелодик дет/блек метъл група, създадена през 2005 година в София.

## История
Пъвоначалният състав се оформя от около трима души – Михаил Сергеев (китара, вокали), Пламен Димитров (китара, вокали) и Ангел Сергеев (барабани, вокали). До пролетта на 2006 година, няколко души временно минават през групата – Филип Анчев (бас), Аспарух Станев (бас), Развигор Андреев (клавишни), докато окончателният състав не е допълнен от Симеон Манолов (бас) и Румен Тончев (клавишни).
В края на 2009, поради творчески различия, групата се разделя Пацо – китарист, вокалист и съосновател. На негово място идва Васил Гочев (китара), който изключително бързо се вписва в състава. В края на 2010 година към групата се присъединява и Данчо Иванов (вокал). Групата продължава усилено с творческата си дейност.
През есента на 2006 година излизат първите демо-записи на групата. Това са песните Fools Sentenced To Ruined Existence, Stricken и Secrets And Lies.
Следват редица клубни участия, концерти и фестивали.
През месец май 2007 година става ясно, че групата е започнала записи на дебютния си албум с работно заглавие Mistaken By Design в Come To Sin Studio, Благоевград.
10 октомври 2007 е официалната дата, на която излиза дебюта Mistaken By Design. Той е издаден и се разпространява от българския ъндърграунд лейбъл Distributor of Pain.
През зимата на 2009 песента Throne Of Silence е представена като свободен за сваляне демо-запис.

## Членове
- Михаил Сергеев – китара, вокали
- Румен Тончев – клавишни
- Симеон Манолов – бас китара
- Ангел Сергеев – барабани
- Васил Гочев – китара
- Данчо Иванов – вокали

### Бивши членове
- Пламен Димитров – китара, вокал
- Развигор Андреев – клавишни
- Филип Анчев – бас китара
- Аспарух Станев – бас китара

## Дискография
- Distorted Illusions Demo (2006)
- Mistaken By Design, Издаден (2007)
- Throne Of Silence Demo (2009)